# デレック・ハーパー
デレック・リカルド・ハーパー (Derek Ricardo Harper, 1961年10月13日 - ) は、アメリカ合衆国の元プロバスケットボール選手。ジョージア州エルバートン出身。イリノイ大学を経てNBAでポイントガードとしてダラス・マーベリックス、ニューヨーク・ニックス、オーランド・マジック、ロサンゼルス・レイカーズなどで合計16シーズンをプレイした。

## 大学時代
中学、高校課程をフロリダ州のウェストパームビーチで終え、イリノイ大学のバスケットボールチームで3シーズンをプレイ。1982-1983年のシーズン中は1試合平均15.4ポイントをマークし、1983年にはオールビッグ・テン・カンファレンスの1軍メンバーに選ばれた。同年オールアメリカンチームの2軍メンバーに選抜される。1981年と1982年にもオールビッグ・テン・カンファレンスの名誉選手に選ばれている。大学時代は1試合平均4.7アシストをマークし、1981-1982年のシーズンにはビッグ・テン・カンファレンストップのアシスト数をマークした。

## NBA時代
1983年のNBAドラフトでダラス・マーベリックスに11位指名を受け、プロ最初の10シーズンはマーベリックスで過ごした。この間1試合平均15ポイントと6.1アシストを記録。1984年にはプレーオフの対レーカーズ戦で試合終了間際に同点なのを忘れ、ドリブルで時間稼ぎをしたため試合を延長戦へと引き延ばしてしまった。しかし2年後の1986年のプレーオフでは対レイカーズ戦では試合を決めるショットを放ちリベンジを果たした。1993-1994年のシーズン途中にニューヨーク・ニックスへトレードされ、負傷したドック・リバースの穴を埋めた。結局マーベリックスはその年13勝69敗と大きく負け越し、ニックスは1994年のリーグ制覇まで後1勝まで攻め寄った。
その後ハーパーは1996年までニックスでプレイし、翌年再びマーベリックスへと移籍した。1997年からはオーランド・マジックとロサンゼルス・レイカーズで1シーズンずつ過ごした後1999年に引退。実はレイカーズはハーパーをデトロイト・ピストンズへとトレードしていたのだが、ハーパーはピストンズのユニフォームを着る事無く引退を選択した。
NBAの公式戦1199試合出場の記録は歴代21位である(2004年-2005年シーズン現在)。また引退時には歴代11位のスティール数と17位のアシスト数の記録を保持していた。このような成績を残しながらNBAオールスターゲームの出場メンバーに一度も選ばれなかった事から「オールスター未出場最高の選手」という苦々しい称号を持つ。

## 引退後
現在は家族と共にダラスに住み、ダラス・マーベリックスの地域放送の解説者として活躍中。また2005年よりローカル放送のニュース番組のスポーツキャスターとしても働いている。
2018年1月7日、背番号「12」がマーベリックスの永久欠番となる。